# Tradición oral

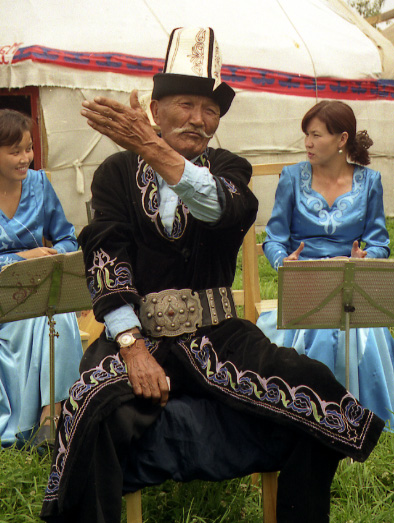
Un manaschi de la etnia kirguís recitando el poema épico de Manas

Se define la tradición oral como todas aquellas expresiones culturales que se transmiten de un generación a otras y que tienen el propósito de difundir conocimientos y experiencias a las nuevas generaciones. Forma parte del patrimonio inmaterial de una comunidad y se puede manifestar a través de diferentes formas habladas, como cantos populares, cuentos, mitos, leyendas, poesía. Dependiendo del contexto estos relatos pueden ser antropomórficos, escatológicos, teogónicos, etc.

## Características
La tradición oral tiene dos elementos principales:
- la identidad cultural, que es cómo se concibe una comunidad con respecto de otras comunidades;
- la memoria colectiva, acontecimientos que son parte de la historia de una comunidad y que ayudan a definirse ante otras comunidades. Tiene la finalidad de ser transmitida para reafirmar su identidad comunitaria.

Los mensajes o los testimonios se transmiten verbalmente, a través del habla o la canción y pueden tomar la forma de cuentos populares, refranes, romances, canciones o cantos. De esta manera, es posible que una sociedad pueda transmitir la historia oral, la literatura oral, la ley oral y otros conocimientos a través de generaciones sin un sistema de escritura.
Otras características son:
- Sencillez: Los mensajes suelen ser sencillos en el fondo y la forma. No presenta demasiados convencionalismos ni artificios, porque surgen espontáneamente como expresión de un sentir general. Pese a esto suelen presentar una curiosa efectividad poética.
- Brevedad: Las composiciones tienden a ser breves para que se puedan captar fácilmente y por eso a veces se llega a una condensación quizás excesiva, en el afán de reducir y eliminar lo superfluo.
- Anonimia: Hay un creador inicial, un individuo especialmente dotado que interpreta y expresa el sentir del pueblo. Otros individuos a través del tiempo van rehaciendo la obra que se considera un bien común a disposición de la comunidad.
- Variantes: Es frecuente que este tipo de narraciones o expresiones orales, al ser reproducida en infinidad de ocasiones, se vayan modificando o deformando con el paso de los años. Como consecuencia aparecen variantes de una misma historia.

## Posturas sobre la tradición oral

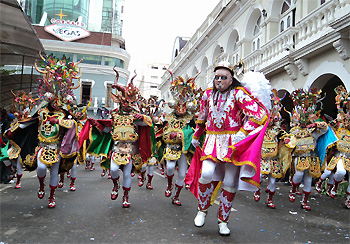
Carnaval de Oruro, declarado Obra Maestra del Patrimonio Oral e Intangible de la Humanidad

La Unesco clasifica a las tradiciones y expresiones orales como una categoría dentro del Patrimonio Cultural Inmaterial de la Humanidad, las cuales «son fundamentales para mantener vivas las culturas».
Se utilizan proverbios, adivinanzas, cuentos, canciones infantiles, leyendas, mitos, cantos y poemas épicos, sortilegios, plegarias, salmodias, canciones, representaciones dramáticas, etcétera. La UNESCO considera que la tradición oral constituye con frecuencia una parte importante de las celebraciones festivas y culturales.
Para la antropología, la tradición oral implica el predominio de la objetivación espacial iconográfica, intelectual, ritual y gestual de la memoria; su reactivación permanente por medio de «portadores de memoria» socialmente reconocidos (ancianos, trovadores, «testigos» calificados); y su transmisión por comunicación de boca en boca y de generación en generación.
Existe también una preferencia en la mayoría de los pueblos por el uso del octosílabo —ya que lleva el mismo ritmo de la respiración—, así como de los estribillos, el canto, etcétera. Sin embargo, estos mecanismos no desempeñan una función estética; su función principal es facilitar del ejercicio de memorización. 
Para el sociólogo Gilberto Giménez Montiel, la memoria y la identidad son factores importantes para la memoria colectiva, pues esta última recopila no solo acontecimientos pasados, sino también todos los saberes de la comunidad que la dotan de cierta identidad.
Además, se entiende que la tradición oral es exclusiva de las sociedades tradicionales, puesto que tienen una cosmovisión diferente a la nuestra y que se encuentra dominada por mitos fuertemente arraigados dentro de las creencias colectivas, en donde el resguardo y transmisión recaen en una capa social bien definida.

## Estudios sobre la tradición oral

### Historia
La tradición oral como campo de estudio tiene sus orígenes en los trabajos del académico serbio Vuk Stefanović Karadžić (1787-1864), contemporáneo y amigo de los hermanos Grimm. Vuk se dedicaba a proyectos de «rescate del folclor» (similar a la disciplina conocida como arqueología de rescate) de las tradiciones comunes de las regiones eslavas del sur que posteriormente fueron agrupadas como Yugoslavia; proyectos que realizaba con una mezcla de intereses románticos y nacionalistas (por ejemplo, consideró a todos los que hablaban serbocroata como serbios). Un poco después, pero como parte de la misma iniciativa académica de estudios nacionalistas sobre folclor, el turcólogo Vasily Radlov (1837-1918) estudió las canciones de Kara-Kirguís (territorio de Asia Central posteriormente anexionado a la Unión Soviética), y Karadzic y Radloff proporcionaron modelos de los trabajos de Milman Parry.

### Milman Parry y Albert Lord
Véase también el apartado "Teoría oral" del artículo "Cuestión homérica".
Tiempo después Milman Parry (1902-1935), cursando estudios de Filología Clásica en la Universidad de California en Berkeley, comenzó a lidiar con lo que se llamaba en ese entonces la cuestión homérica. Esto se enmarcaba habitualmente en las preguntas «¿Quién era Homero?» y «¿Qué son los poemas homéricos?». La cuestión homérica en realidad consistía en una serie de indagaciones relacionadas entre sí. La contribución de Milman Parry, una síntesis de ideas basadas en los trabajos previos de académicos como Marcel Jousse, Matija Murko y Arnold van Gennep, fue la de reconsiderar los supuestos iniciales en que estaban enmarcadas las investigaciones. Este reordenamiento tuvo consecuencias sobre una amplia cantidad de bibliografía y de disciplinas.
Los trabajos de Parry bajo la dirección de Antoine Meillet en la Sorbona lo condujeron a una visión revolucionaria de la «dicción formular», que definió originalmente como «un grupo de palabras que son empleadas con regularidad bajo las mismas condiciones de métrica para expresar una determinada idea esencial». En el verso homérico, por ejemplo, expresiones como eos rhododaktylos ('aurora de dedos rosados') o oinops pontos ('mar oscuro como el vino') ocupan un cierto patrón de métrica que se ajusta, en forma modular, dentro del hexámetro griego de seis puntos, y ayudan al aedo o poeta lírico en la composición improvisada. Además, las expresiones de este tipo serían objeto de sustituciones internas y adaptaciones que permiten flexibilidad en respuesta a necesidades narrativas y gramaticales: podas okus Achilleus ('Aquiles, de pies rápidos') es un equivalente métrico de koruthaiolos Hektor ('Hector, el de casco vistoso'). Parry y Lord observaron que el mismo fenómeno aparecía en líneas aliteradas del inglés antiguo como:
Hrothgar mathelode helm Scildinga ('Hrothgar ha hablado, protector de los Scildings')
Beowulf mathelode bearn Ecgtheowes ('Beowulf ha hablado, hijo de Ecgtheow')
y en el junacki deseterac (decasílabo heroico) de la poesía oral manifiesta de los serbios:
a besjedi od Orasca Tale ('pero hablado del relato de Orashatz')
a besjedi Mujagin Halile ('pero hablado del Halil de Mujo')
Según señala Parry, las fórmulas no eran mecanismos individuales e idiosincráticos de un artista en particular, sino la herencia compartida de una tradición de cantores. Estas fórmulas eran recordadas con facilidad, haciendo posible para el cantor realizar una composición improvisada. Posteriormente otro académico comentó sobre la posibilidad de que el concepto de Parry sea denigrante del genio homérico: «El significado del término griego rapsodizar, rhapsoidein, 'unir canciones' podría entonces adoptar un sentido negativo: Homero unió partes prefabricadas».